# Supercopa da Liga de Futebol
A Supertaça/Supercopa da Liga de Futebol ou ScreenSport Super Cup (por razões comerciais) foi uma competição de clubes de futebol realizada na Inglaterra na temporada 1985/86. Foi organizado pela EFL e pretendia ser uma forma de compensação financeira e esportiva para os clubes ingleses que se qualificaram para as competições europeias na temporada anterior, mas foram proibidos de entrar em torneios europeus pela UEFA após o tragédia de Heysel. Com a proibição definida para durar no futuro próximo, os clubes da Inglaterra perderiam uma grande receita e também teriam menos oportunidades de ganhar títulos, então a Supercopa foi estabelecida para compensar pelo menos parte dessa perda de receita. , além de oferecer concorrência adicional para eles.
A intenção original da EFL era realizar a Supercopa anualmente durante a proibição da UEFA aos clubes ingleses (que acabou por ser de cinco anos), mas a competição foi amplamente vista como um substituto ruim para o glamour dos torneios europeus e ofereceu nada diferente das duas competições nacionais de mata-mata que já existiam, a FA Cup e a Copa da Liga . Consequentemente, gerou um interesse mínimo dos clubes envolvidos. Com a final da competição adiada para o início da temporada seguinte devido ao congestionamento de jogos, a Supercopa acabou sendo abolida depois que apenas um torneio foi realizado.
O interesse na competição foi tão baixo que a EFL inicialmente não conseguiu atrair qualquer forma de patrocínio para ela. O canal esportivo de TV a cabo Screensport concordou em patrocinar a final do torneio em setembro de 1986.

## Formato
Os seis clubes convidados a participar e as competições europeias para as quais iam participar foram:
- Everton (Campeão Inglês, Taça dos Campeões Europeus da UEFA)
- Manchester United (Vencedores da Taça de Inglaterra , Taça das Taças da UEFA)
- Norwich City (Vencedores da Taça da Liga , Taça UEFA)
- Liverpool (Taça UEFA)
- Tottenham Hotspur (Taça UEFA)
- Southampton (Taça UEFA)

Para criar um número suficiente de jogos, as equipes se enfrentaram em dois grupos de três equipes, em casa e fora, com três pontos por vitória e um ponto por empate, com as duas melhores equipes de cada grupo avançando para a semifinal. finais. Tanto as meias-finais como a final seriam disputadas a duas mãos, em casa e fora, o que talvez tenha sido outro fator que pode ter contribuído para que a competição não despertasse muito interesse dos clubes participantes, já que o torneio não oferecia a perspetiva de um dia em Wembley para os finalistas.

## Resultados
Fase de grupos onde passavam os 2 primeiros de cada grupo.

### Fase de Grupos
Grupo 1
| Clube             | J | V | E | D | GM | GS | DG | Pontos |
| ----------------- | - | - | - | - | -- | -- | -- | ------ |
| Everton           | 4 | 3 | 0 | 1 | 6  | 3  | +3 | 9      |
| Norwich City      | 4 | 1 | 2 | 1 | 3  | 3  | 0  | 5      |
| Manchester United | 4 | 0 | 2 | 2 | 4  | 7  | −3 | 2      |

| 18 de setembro de 1985 |     |                   |
| Manchester United      | 2–4 | Everton           |
| 2 de outubro de 1985   |     |                   |
| Everton                | 1–0 | Norwich City      |
| 23 de outubro de 1985  |     |                   |
| Norwich City           | 1–0 | Everton           |
| 6 de novembro de 1985  |     |                   |
| Manchester United      | 1–1 | Norwich City      |
| 4 de dezembro de 1985  |     |                   |
| Everton                | 1–0 | Manchester United |
| 11 de dezembro de 1985 |     |                   |
| Norwich City           | 1–1 | Manchester United |

Grupo 2
| Clube             | J | V | E | D | GM | GS | DG | Pontos |
| ----------------- | - | - | - | - | -- | -- | -- | ------ |
| Liverpool         | 4 | 3 | 1 | 0 | 8  | 2  | +6 | 10     |
| Tottenham Hotspur | 4 | 2 | 0 | 2 | 5  | 7  | −2 | 6      |
| Southampton       | 4 | 0 | 1 | 3 | 4  | 8  | −4 | 1      |

| 17 de setembro de 1985 |     |                   |
| Liverpool              | 2–1 | Southampton       |
| 2 de outubro de 1985   |     |                   |
| Tottenham Hotspur      | 2–1 | Southampton       |
| 22 de outubro de 1985  |     |                   |
| Southampton            | 1–1 | Liverpool         |
| 3 de dezembro de 1985  |     |                   |
| Liverpool              | 2–0 | Tottenham Hotspur |
| 17 de dezembro de 1985 |     |                   |
| Southampton            | 1–3 | Tottenham Hotspur |
| 14 de janeiro de 1986  |     |                   |
| Tottenham Hotspur      | 0–3 | Liverpool         |

### Meias-finais
1ª Mão
| Norwich City  | 1–1 | Liverpool     |
| ------------- | --- | ------------- |
| Drinkell 49 ' |     | Dalglish 79 ' |

Carrow Road , Norwich
Presença: 15.313
| Tottenham Hotspur | 0–0 | Everton |
| ----------------- | --- | ------- |

White Hart Lane , Londres
Presença: 7.548
2ª Mão
| Everton                                | 3-1 ( ae ) | Tottenham Hotspur |
| -------------------------------------- | ---------- | ----------------- |
| Heath 77 ' Mountfield 91 ' Sharp 112 ' |            | Falcão 48 '       |

Goodison Park , Liverpool
Presença: 12.008
Everton venceu por 3-1 no agregado
| Liverpool                                        | 3–1 | Norwich City |
| ------------------------------------------------ | --- | ------------ |
| MacDonald 56 ' Mølby 72 ' ( pen. ) Johnston 79 ' |     | Brooke 2 '   |

Liverpool venceu por 4-2 no total

### Final[1]
1ª Mão
| Liverpool                    | 3–1 | Everton     |
| ---------------------------- | --- | ----------- |
| Rush 6 ' , 65 ' McMahon 56 ' |     | 40 ' tímido |

Anfield , Liverpool
Presença: 20.660
2ª Mão
| Everton              | 1–4 | Liverpool                         |
| -------------------- | --- | --------------------------------- |
| Sharp 88 ' ( pena. ) |     | Corrida 10', 27', 84', Nicol 62 ' |

Goodison Park , Liverpool
Presença: 26.068

## Melhores marcadores
| Jogador      | Clube             | Golos |
| ------------ | ----------------- | ----- |
| Ian Rush     | Liverpool         | 7     |
| Mark Falco   | Tottenham Hotspur | 4     |
| Graeme Sharp | Everton           | 3     |
| Kevin Sheedy | Everton           | 3     |